# マンスーレ・ホジャステ・バーゲルザーデ
マンスーレ・ホジャステ・バーゲルザーデ（ペルシア語: منصوره خجسته باقرزاده, ラテン文字転写: Mansoureh Khojasteh Bagherzadeh, 1947年 - ）は、2代目最高指導者のアリー・ハメネイの夫人。

## 経歴
マンスーレ・ホジャステ・バーゲルザーデは、イラン帝国時代の1947年にイラン北東部にあるラザヴィー・ホラーサーン州の州都マシュハド郡マシュハドにて生まれた。マンスーレの父親はマシュハドの実業家であるモハンマド・エスマーイール・ホジャステ・バーゲルザーデである。マンスーレは17歳の時にアリー・ハーメネイー(2代目最高指導者)の母親であるハディージェ・ミールダーマーディーの紹介により結婚した。
アリー・ハーメネイーとの間に4人の息子と2人の娘をもうけており、長男のモスタファー・ハーメネイーはイランの神学校の研究者をしている。三男のマスウード・ハーメネイーもウラマーをしている。
1981年から1989年までの8年間はイラン大統領の夫人、1989年から現在まではイラン最高指導者のファーストレディである。